# München–Buchloe-vasútvonal
A München–Buchloe-vasútvonal egy kétvágányú, villamosított fővonal Bajorországban. A 60 kilométer hosszú vonal München-Pasingből Geltendorfon és Kauferingen keresztül Buchloe-ba vezet. A Buchloe-Kempten-Lindau összekötő vasútvonallal együtt az Allgäubahn nevet viseli. A vonalat a DB Netz AG üzemelteti.
A Bajor Királyi Államvasutak a München-Memmingen összeköttetés részeként 1872 és 1873 között helyezte üzembe a fővonalat. A vonal kezdettől fogva nagy jelentőséggel bírt a München és Svájc közötti nemzetközi távolsági forgalomban, és 1899 és 1906 között teljes hosszában kétvágányú volt. A München-Pasing és Geltendorf közötti szakaszt 1968-ban villamosították, és 1972 óta a müncheni S-Bahn  járatai is közlekednek rajta. 2020-ra a Deutsche Bahn a München-Memmingen-Lindau meghosszabbítás részeként villamosította a Geltendorftól Buchloe-ig tartó fennmaradó szakaszt.